# Набедреник

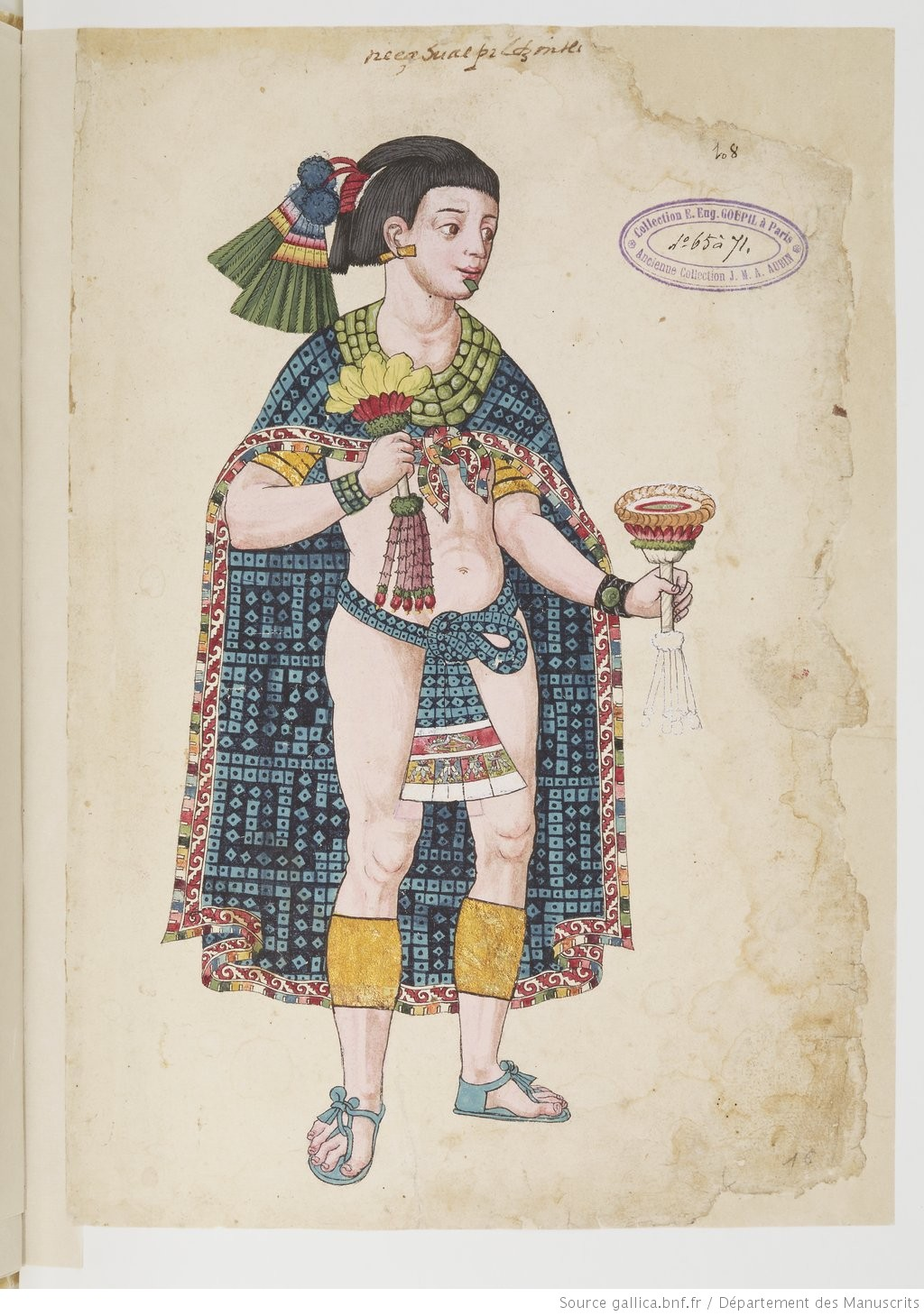
Форма набедреника, яку носив мис Незауальпіллі, c. 1500

Набедреник — суцільний одяг, який іноді тримається на місці поясом. Він охоплює статеві органи і, принаймні, частково сідниці.

## Історія та типи
Набедреники носять у суспільствах, де не потрібен інший одяг. Набедреники зазвичай використовуються як нижня білизна або купальник борцями та фермерами на рисових полях як у Шрі-Ланці, так і в Індії, де його називають амудая на сингальській та каупінам, ков(м)анам або ланго.
Набедреник — часто основний одяг, який є єдиним. Чоловіки носили набедреник як основний предмет одягу, який покриває їх статеві органи, а не сідниці. Більшість суспільств протягом усієї історії людства не схвалювали наготу статевих органів. Пов'язка — це, по суті, шматок матеріалу, луб'яних волокон, шкіри або тканини, пропущений між ніг і покриває статеві органи. Незважаючи на свою функціональну простоту, пов'язка буває різних форм.

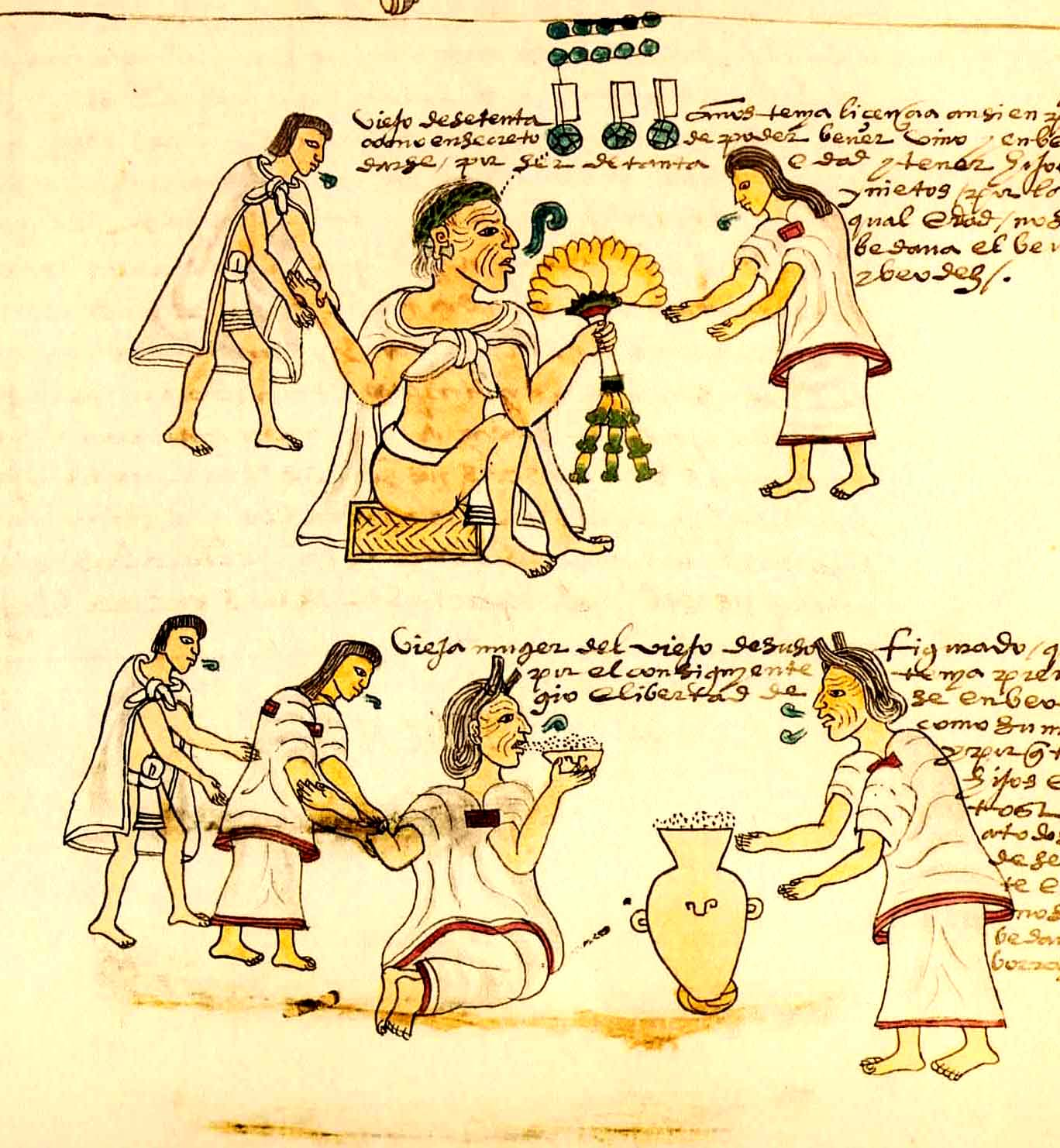
Ацтеки носили набедреники з іншим одягом або без нього

Одні набедренники складалися із смуги матеріалу (волокон, тканини, шкіри), що пропущені між стегнами і закріплені поясом. Інші — у вигляді довгого шматку тканини пропускали між стегнами і намотували навколо талії.
Стилів, в яких можна розташувати набедренники, безліч. І калімантанський сират і індійський дхоті мають тканинний прохід між ногами, щоб підтримати статеві органів людини.
Подібний стиль пов'язки був характерний і для давньої Мезоамерики. Мешканці району сучасної Мексики носили намотану пов'язку з тканини. Один кінець набедреника піднімали, решту проймали між стегнами, накручували навколо талії і закріпляли назад.

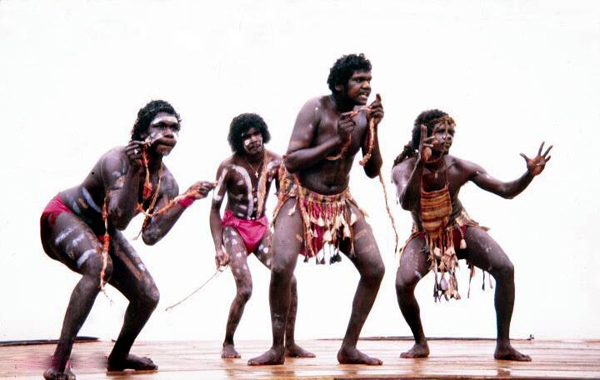
Австралійський танцювальний колектив аборигенів, одягнений у набедреники з сучасних матеріалів на сцені фестивалю Намбасса

У доколумбовій Південній Америці древні чоловіки-інки носили між ногами смужку тканини, підв'язану мотузкою або стрічкою як поясом. Тканина кріпилася до стрічок позаду, а передня частина висіла спереду як орнаментований фартух. Такі ж небедренники, здебільшого бавовняні, були іноді прикрашені знаками, відомі в Японії як етчу фундоші.
Деякі корінні корінні жителі Амазонії досі носять одяг предків.
Японські чоловіки носили до недавнього часу фундоші. Фундоші має 35-сантиметровий шматок тканини (бавовни або шовку), пропущений між стегнами і закріплений для покриття статевих органів.

## Стегнова пов'язка
Галантерейна тканина — це форма набедреної накидки, що складається із смуги матеріалу  —  зазвичай вузького прямокутника  —  пропущеного між стегнами і піднятого спереду та ззаду ременем або мотузкою. Часто кінцівки звисають спереду і позаду.

### Індія
Нешитий каупінам і пошитий пізніше епохальний ланго — традиційний одяг в Індії, який носять як нижню білизну в дангалі, що проводиться в ахарах, особливо в боротьбі, для запобігання грижі та гідроцеле. Кашера є обов'язковим для сикхів.

### Корінні американці

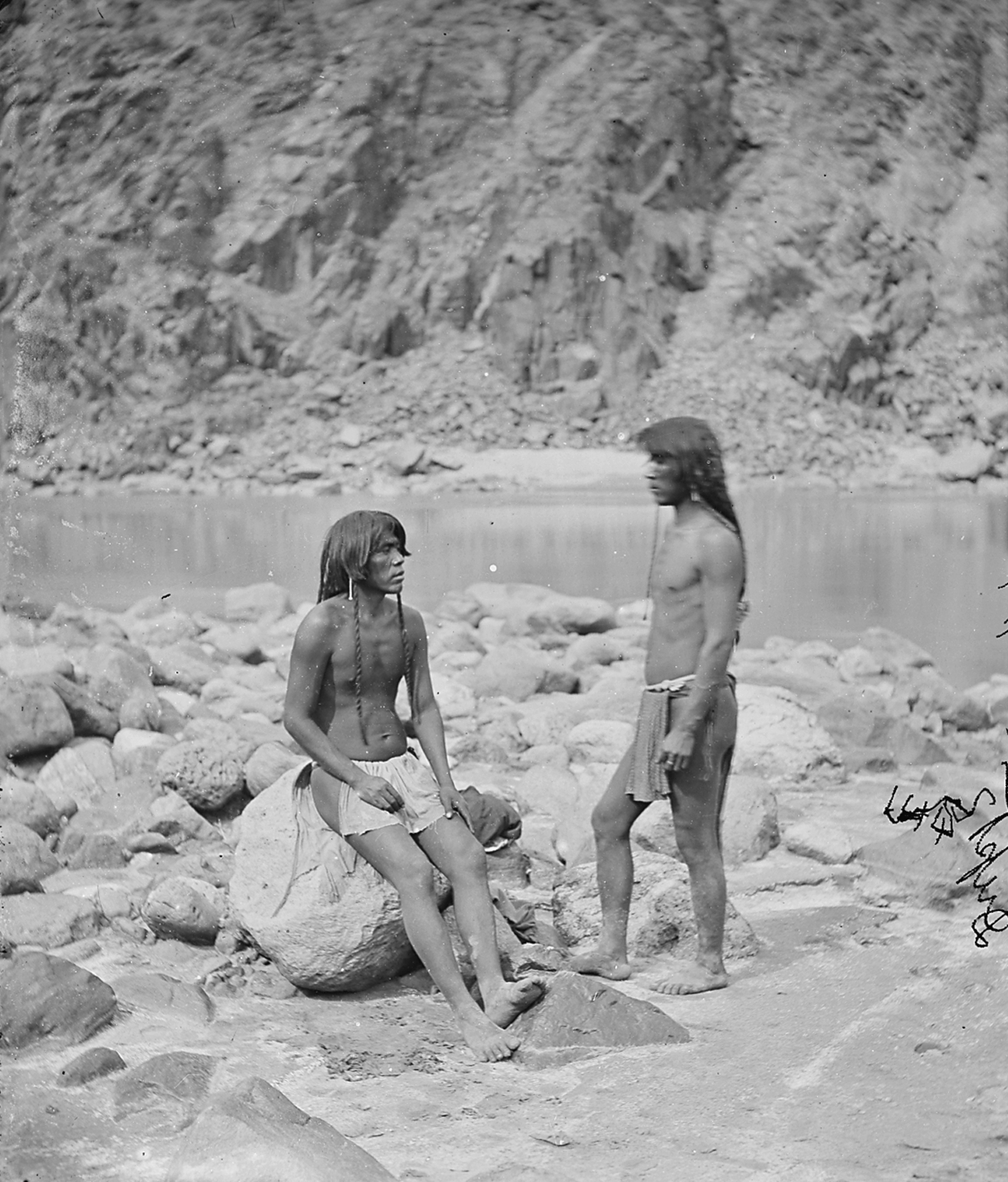
Двоє мохавів в набедренику

У більшості корінних американських племен, чоловіки носили деякі форми стегнових пов'язок, часто з лосинами. Стиль одягу ріднився від племені до племені. У багатьох племен кінцівки звисали спереду і ззаду; в інших каретка петлею за межами пояса була засунута всередину, для більш приталеного вигляду. Іноді білизна була набагато коротшою, а спереду та ззаду кріпили декоровану панель фартуха.
Індіанські жінки або дівчата-підлітки також можуть носити під спідницею обладнану набедренником, але не як верхній одяг. Однак у багатьох племенах молоді дівчата носили пов'язки, як хлопці, поки не дозрівали для спідниць та суконь. Серед мохавів на південному заході Америки пов'язка, подарована молодій жінці, символічно визнає її статус хваме.

### Європейці
Деякі європейські чоловіки близько 2000 р. до н. е. носили шкіряні набедреники, як це видно з одягу Етці. Стародавні римляни носили тип набедреної тканини, відомий як сублігукулум.
Використання набедреника набуло загального користування метисами і акадянами і згадується ще в 1650-х роках. У 1740-х і 1750-х роках вони були видані Канаді як частина їхньої військової форми, а в 1755 році вони навіть намагалися видавати їх солдатам з Франції.
«Під час подорожей Канадою французи [канадці] одягаються як індіанці; вони не носять штанів». — Пітер Кальм 1749 рік. «Ті, хто йде на війну, отримують капот, дві бавовняні сорочки, одну застібку, одну пару гетрів на ковдрі, одну пару сульє де бюф, ніж із дерев'яною ручкою, хробака та мушкета, коли не приносять жодного. Галантерейний одяг — це шматок тканини, намотаний між стегнами і з двома кінцями, утримуваними поясом. Чоловік носить його без бриджів, щоб легше ходити лісом». — д'Алейрак, 1755–60. «Протягом тижня чоловіки ходили по домівках, одягнені приблизно так, як індіанці, а саме у панчохи та взуття, подібне до них, з підв'язками та поясом навколо талії; інший одяг був як у інших французів». (Калм, сторінка 558)

### Японія
Японські чоловіки традиційно носили набедреник, відомий як фундоші. Фундоші — це 35-сантиметровий широкий шматок тканини з бавовни або шовку, що пропущений між стегнами і закріплений для покриття статевих органів. Існує багато способів пов'язати фундоші.